# Nipponidion
Nipponidion es un género de arañas de la familia Theridiidae, orden Araneae. Fue descrito por Hajime Yoshida en 2001.
Se distribuye únicamente por Asia, en Japón.

## Especies
- Nipponidion okinawense Yoshida, 2001
- Nipponidion yaeyamense (Yoshida, 1993)